# Aloïse Corbaz
Aloïse Corbaz, genannt auch Aloyse oder Aloïse (* 28. Juni 1886 in Lausanne; † 5. April 1964 in Gimel), war eine Schweizer Künstlerin der Art brut und gilt als eine ihrer wichtigsten Vertreterinnen.

## Leben
Aloïse Corbaz wurde als Tochter eines Postangestellten in Lausanne geboren. Sie hatte sieben Geschwister. Der Vater war alkoholkrank, zudem galt er als roh und grob. Als sie 12 Jahre alt war, starb ihre herzkranke Mutter.
Ihre Matura machte Corbaz 1906. Danach besuchte sie eine Fachschule für Schneiderei. Als Schneiderin hat sie jedoch nie gearbeitet. Aloïse Corbaz hatte eine schöne Stimme und wollte Sängerin werden. Dazu nahm sie privat Gesangsunterricht. Auch gehörte sie zum Kirchenchor der Kathedrale von Lausanne. Sie verliebte sich in einen ehemaligen französischen Priester, der in Lausanne evangelische Theologie studierte. Diese Beziehung wurde durch ihre Schwester unterbunden. Es folgte 1911 die Übersiedlung nach Potsdam. Dort arbeitete sie als Lehrerin und später als Gouvernante für die drei Töchter im Haushalt des Hofkaplans im Schloss Sanssouci. Auch dort sang sie in der Schlosskapelle, auch in Gegenwart des Kaisers. Sie entwickelte eine starke, obsessive Leidenschaft für Wilhelm II.
Zurück nach Lausanne zog sie im Jahr 1913. Dort fand sie Arbeit und hatte mehrere zeitlich begrenzte Arbeitsverhältnisse. Zunehmend zeigten sich bei ihr Wahnvorstellungen. Um die Welt zu retten, schrieb sie religiöse Texte. Sie verbreitete antimilitärische Propaganda und zählte zu den frühen Verfechterinnen für eine vegetarische Lebensweise. Von 1918 bis 1920 war sie in der psychiatrischen Universitätsklinik von Cery. Später wurde sie in das Heim La Rosière in Gimel verlegt. Dort lebte sie bis zu ihrem Tod.
1975 verfilmte Liliane de Kermadec Corbaz’ Lebensgeschichte in Aloïse mit Isabelle Huppert und Delphine Seyrig.

## Werk
In den psychiatrischen Anstalten schuf sie ein umfangreiches Werk aus Zeichnungen und Texten mit bunter Fettkreide auf Einschlagpapier. Sie benutzte immer beide Seiten des Papiers und schuf ihre Werke mit Buntstiften oder Ölkreiden. Manchmal ergänzte sie diese um Zahnpasta, Fruchtsaft oder Blütenblätter. Zu ihren Motiven zählten mystisch anmutende Liebesszenen in grosser Farbenpracht und Komplexität. Sie zeichnete Sängerinnen, Blumenverkäuferinnen, sich umarmende oder festhaltende Paare, aber auch den deutschen Kaiser Wilhelm II. und andere historische Persönlichkeiten. Ihr Werk kreist um den Eros, sie fühlte sich unfähig zu Partnerschaft und Liebe und thematisierte diese Unfähigkeit in ihrem Werk. Es entstanden Zeichnungen von Sirenen und Sphinxen, auch Damen ohne Unterleib oder Zwitterwesen. Aloïse Corbaz bezeichnete diese Wesen ironisch als die «alten Fräuleins, die weder ja noch nein zu sagen wagen».
Ihre Hausärztin Jacqueline Porret-Forel, die sie seit 1941 in der Anstalt La Rosière in Gimel-sur-Morges betreute, interpretierte Motivik und Inhalte als ein Theater des Universums. Nachdem erkannt worden war, dass sich Aloïse Corbaz künstlerisch betätigte, wurde sie weiter gefördert und erhielt Materialien zum Zeichnen. 1948 wurden Werke von Corbaz durch den französischen Künstler Jean Dubuffet erstmals im Kunstkontext, in der Compagnie de l’art brut in Paris, ausgestellt. Seitdem gilt sie als eine der wichtigsten Vertreterinnen der Art brut oder der Outsider Art. Umfassende Bestände ihres Werks befinden sich in der Collection de l’Art Brut in Lausanne und im Kunstmuseum Solothurn.

## Einzelausstellungen
- 2021: Aloïse Corbaz, la folie papivore. Musée cantonal des beaux-arts de Lausanne[4]
- 2015: Aloïse Corbaz en constellation. LaM (Lille Métropole Musée d’art moderne, d’art contemporain et d’art brut), Villeneuve d’Ascq
- 2012: Aloïse, Le ricochet sauvage. Musée cantonal des beaux-arts de Lausanne[5]
- 2012: Aloïse. Galerie du Marché, Lausanne[6]
- 2009: Aloïse. Watari Museum of Contemporary Art, Tokio[7]

## Gruppenausstellungen (Auswahl)
- 2025 Grand Palais, «Art Brut, dans l’intimité dune collection, la donation Bruno Decharme» au Centre Pompidou, 2025[8] (Katalog)
- 2025 Power Station of Art, Shangai, «A Walk on the Wild Side: Artworks from the Collection de l’Art Brut and Elsewhere»[9] (Katalog)
- 2025 Galerie du Marché, Lausanne, «25 ans de plaisir»[10]
- 2024 Centro de Arte Oliva, São João da Madeira, «Mutantes»
- 2023 Kunsthalle Zurich, «Biennale»
- 2023 Faculdade de Belas Artes da Universidade do Porto, «Culturas Paralelas»
- 2022 Musée Würth, «Art brut. Un dialogue singulier avec la Collection Würth», Erstein
- 2022 Espace Renoma, «Matières | Brut: la collection abcd / Decharme», Paris
- 2022 Turner Contemporary, University of Kent, «Roger Cardinal Castles are Elsewhere» 2022 (Katalog)
- 2022 La Donation d'art brut Bruno Decharme, Centre Pompidou, Paris
- 2019 Memory Palaces: Inside the Collection of Audrey B. Heckler, American Folk Art Museum, New York
- 2019 «Flying High, Künstlerinnen der Art Brut», Bank Austria Kunstforum, Wien
- 2019 American Folk Art, New York «Art Brut in America: the Incursion of Jean Dubuffet»
- 2018 Be happy! We do not forget you, Sammlung Zander, Bönnigheim
- 2018 Le Commun, Genève, «K+M Ammann, collectionneurs de monde»
- 2016 27 Künstler, 209 Werke. Sammlung Zander, Bönnigheim[11] (23. März 2016 – 28. Oktober 2016)
- 2015 La Maison Rouge, Paris, «Art Brut. Collection abcd / Bruno Decharme»[12]. 2015 (Katalog)
- 2015 Galerie du marché, Lausanne, «Brut de Brut»[13]
- 2013 Halle Saint-Pierre, Paris, «Raw vision, 25 ans d’art brut»
- 2011 Sous le vent de l’Art Brut. Collection Charlotte Zander, Halle Saint Pierre, Paris
- 2011 Galerie du marché, Lausanne, «Caboches»[14]
- 2011 Lille Métropole Musée d’Art moderne, d’Art contemporain et d’Art brut, LaM, Lille-Villeneuve-d’Ascq, «Amicalement brut, collection Eternod-Mermod» (Katalog)
- 2010 Pinacoteca Giovanni e Marella Agnelli, The Museum of Everything, Turin
- 2003 Museum im Lagerhaus, St. Gallen, «Zwei Freunde – eine Sammlung»
- 2003 l’Espal, Le Mans, «Lisière» (Katalog)
- 2002 abcd, a collection of art brut. High Museum of Art, Atlanta, Georgia
- 2002 abcd, une collection d’art brut. Saint-Alban-Sur-Limagnole, France
- 2002 masterpieces of abcd collection. Contemporary Folk Art Museum of Kaustinen (ITE), Kaustinen, Finlande 2002
- 2001 Galleria dell Gottardo, «Eternity has no door of Escape, collection Eternod-Mermod, Lausanne» (Katalog)[15]
- 2001 abcd, a collection of art brut. John Michael Kohler Center Sheboygan, Wisconsin, USA
- 2001 abcd, a collection of art brut. American Folk Art Museum, New York, USA
- 2000 Kunstmuseum Malmö, «Solitärer. Sarlingskonst fran Samling Eternod – Mermod», Malmö, 2000
- 2000 Musée d’Art Mercian Karuizawa, Japon, «collection de l’Aracine»
- 2000 Folies de la beauté. Hôtel de Campredon, Isle-sur-la-Sorgue, France (Katalog)
- 2000 Prins Eugens Waldemarsudde, Stockholm, «Solitärer», the Art Brut Collection of Philippe Eternod and Jean-David Mermod, 2000 (Katalog)
- 1998 Castello Visconteo di Pavia, Pavia, «Figure della anima, arte irregolare in Europa» (Katalog)[16]
- 1998 Palazzo Ducale, Genova, «Figure della anima, arte irregolare in Europa» (Katalog)[17]
- 1997 Site de la Création Franche, «collection Eternod-Mermod», Bègles-Bordeaux, 1997 (Katalog)[18]